# دانيال كالاهان
دانيال كالاهان (بالإنجليزية: Daniel Callahan)‏ (مواليد 19 يوليو 1930– 16 يوليو 2019) هو فيلسوف أمريكي. ولد في واشنطن العاصمة. كالاهان عضو منتخب في الأكاديمية الوطنية للطب والأكاديمية الوطنية للعلوم، وعضو سابق في اللجنة الاستشارية للمدير ومركز مكافحة الأمراض والوقاية منها والمجلس الاستشاري ومكتب المسؤولية العلمية ووزارة الصحة والخدمات البشرية.

## وصلات خارجية
- Hastings Center bio
- A film clip "The Open Mind - A Recipe for Failure: America's Quest for Perfect Health, Part I (September 27, 2007)" is available for free download at the أرشيف الإنترنت
- A film clip "The Open Mind - A Recipe for Failure: America's Quest for Perfect Health, Part II (September 27, 2007)" is available for free download at the أرشيف الإنترنت